# Lilija Šobuchovová
Lilija Bulatovna Šobuchovová (rusky Ли́лия Булатoвнa Шобухова, rozená Volkovová Волкова; * 13. listopadu 1977, Běloreck, Baškortostán) je ruská atletka, běžkyně, jejíž specializací jsou střední a dlouhé tratě.

## Kariéra
První výrazný úspěch zaznamenala v roce 2002 na halovém ME ve Vídni, kde doběhla pátá v závodě na 3000 metrů. Na evropském šampionátu v Mnichově skončila na pětikilometrové trati na sedmnáctém místě. Na stejné trati doběhla na letních olympijských hrách 2004 v Athénách jako třináctá. V roce 2005 na halovém ME v Madridu obsadila páté místo (3000 m) a na světovém šampionátu v Helsinkách proběhla cílem běhu na 5000 metrů na devátém místě.
O rok později získala stříbrnou medaili na halovém MS v Moskvě, kde zaběhla trojku v čase 8:42,18 a prohrála jen s Meseret Defarovou z Etiopie, která byla o více než tři sekundy rychlejší. Stříbro vybojovala také na mistrovství Evropy ve švédském Göteborgu, kde v závodě na 5000 metrů prohrála v cíli o 39 setin sekundy se Španělkou Martou Domínguezovou. Ve stejném roce skončila druhá (5000 m) také na světovém poháru v Athénách, kde se staly Rusky vítězkami.
V roce 2007 se stala vítězkou pražského mezinárodního půlmaratonu. Na letních olympijských hrách 2008 v Pekingu skončila ve finále šestá. Na Mistrovství světa v atletice 2009 v Berlíně doběhla v závodě na 10 000 metrů na devatenáctém místě. V témže roce se stala vítězkou maratonského běhu v Chicagu. V roce 2010 vyhrála maraton v Londýně, kde zvítězila v novém osobním rekordu 2.22:00 a zároveň v nejlepším výkonu roku. V říjnu poté obhájila vítězství na maratonu v Chicagu, kde si o více než minutu vylepšila osobák a časem 2.20:25 vytvořila nový ruský národní rekord. 17. dubna 2011 na londýnském maratonu zaběhla trať dlouhou 42,195 km v čase 2.20:15.
9. října 2011 dokázala potřetí v řadě zvítězit na chicagském maratonu. Trasu zaběhla v čase 2.18:20, což je čtvrtý nejlepší výkon celé historie a zařadila se na druhé místo dlouhodobých tabulek za Britku Paulu Radcliffeovou.

### Doping
V listopadu 2014 německá veřejnoprávní televize ARD odvysílala dokument o systematickém dopingu, korupci a vydírání v ruské atletice, včetně zakrývání pozitivních dopingových testů. Podle tohoto dokumentu měla Šobuchovová zaplatit vedení ruské atletiky 550 tisíc dolarů za zamlčení pozitivního dopingového nálezu. Když pak v roce 2014 dostala dvouletý trest za nesrovnalosti v biologickém pasu, ruská atletická federace jí údajně dvě třetiny částky vrátila.

## Osobní rekordy
Je držitelkou evropských rekordů na tříkilometrové trati v hale a na pěti kilometrech na dráze.
- 3 000 metrů (hala) – 8:27,86 – 17. února 2006, Moskva (ER, NR)
- 5 000 metrů – 14:23,75 – 19. července 2008, Kazaň (ER, NR)
- 10 000 metrů – 30:29,36 – 23. července 2009, Čeboksary
- půlmaraton – 1.10:00 – 10. října 2010, Chicago
- maraton – 2.18:20 – 9. října 2011, Chicago (NR)